# Verschiebewagen

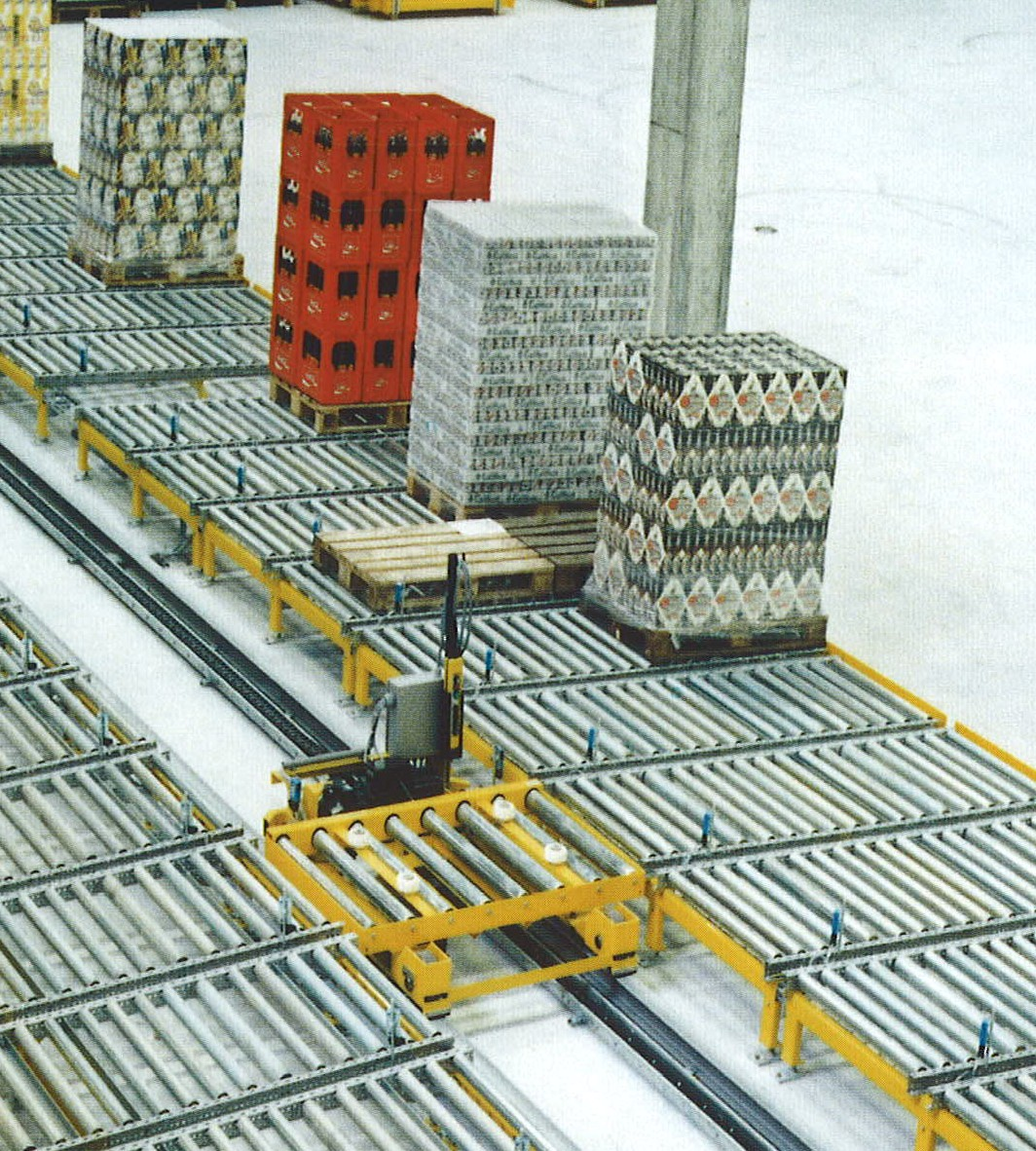
Verschiebewagen mit schwenkbarer Rollenbahn zum Transport von Europaletten und Abgabe an Schwerkraftrollenbahnen zur LKW-Verladung.

Ein Verschiebewagen (VW) (engl. transfer carriage) ist ein flurgebundener schienengeführter Transportwagen, welcher vielfach in der Lagervorzone zum Einsatz kommt. Er kann sowohl in der Einlagerstrecke als auch in der Auslagerstrecke eingebunden sein. Mit einem Verschiebewagen können große Strecken schneller und kostengünstiger überwunden werden, als dies mit Rollenbahnen oder Kettenförderern möglich ist.
Die Bewegung erfolgt in folgenden zwei Achsen:
- x = Ganglängsrichtung (Fahreinheit)
- z = Gangquerrichtung (Lastaufnahmeeinheit)

## Mechanik
Diese besteht aus:
- dem Fahrwerk mit vier Laufrädern, welche auf zwei Schienen geführt sind. Die Seitenführung erfolgt ebenfalls über diese Schiene mittels Seitenführungsrollen. Der Antrieb erfolgt direkt auf eine Fahrachse mit mitfahrendem Motor oder über einen Zahnriemen mit stationärem Motor.
- dem Lastaufnahmemittel (LAM), welches am Fahrwerk montiert ist und die Aufnahme bzw. Abgabe der Ware übernimmt.